# Objektumorientált programozást támogató nyelvek listája
Az alábbi programozási nyelvek támogatják valamilyen szinten az objektumorientált programtervezést:
- Ada 95
- Asymptote
- BETA
- Boo
- C++
- C#
- CA-Clipper
- CA-Visual Objects
- Clarion
- ColdFusion
- Common Lisp
- COBOL
- CorbaScript
- Corn
- D
- Dylan
- Eiffel
  - Sather
- F-Script
- FBSL
- Fortran 2003
- FoxPro
- Gambas
- Graphtalk
- IDLscript
- incr Tcl
- J
- JADE
- Java
  - Groovy
  - Join Java
  - X10
- JavaScript
- Julia
- Lasso
- Lava
- Lexico
- Lingo
- Modula-2
  - Modula-3
  - Objective Modula-2
- Moto
- Nemerle
- Nuva
- REXX
- Nuva
- Oberon-1
  - Oberon-2
- Object REXX
- Objective-C
- Objective Caml
- Object Pascal
- Oz
  - Mozart programozási nyelv
- Perl
- PHP
- Pliant
- PowerBuilder
- Prototípus alapú programozási nyelvek
  - Actor-Based Concurrent Language, ABCL: ABCL/1, ABCL/R, ABCL/R2, ABCL/c+
  - Agora
  - Cecil
  - Cel
  - ECMAScript
    - ActionScript
    - DMDScript
    - E4X
    - JavaScript
    - JScript

  - eToys in Squeak
  - Io
  - Lua
  - Lisaac
  - MOO
  - NewtonScript
  - Obliq
  - REBOL
  - Self
  - Tcl (snit kiterjesztéssel)
- Python
- REALbasic
- Revolution
- Ruby
- Scala
- Simula
- Smalltalk
  - Self
  - Bistro
  - Squeak
- Squirrel
- STOOP (Tcl kiterjesztés)
- Superx++
- TADS
- Ubercode
- Visual Basic
  - Visual Basic .NET
  - VBScript
- Visual FoxPro
- Visual Prolog
- Tcl
  - Xotcl
  - Snit
  - itcl
  - OMB+
- BlitzMax
- F#